# Hans Reinhold von Fersen
Hans Reinhold von Fersen (Tallinn, 2 marzo 1683 – Stoccolma, 25 maggio 1736) è stato un generale e politico svedese.
Servì l'esercito come tenente generale dal 1720 e come presidente della Svea hovrätt dal 1731.
Era figlio del conte Reinhold Johan von Fersen e di Anna Sophia von Ungern-Sternberg. Nel 1715 sposò la contessa Eleonora Margareta Wachtmeister, figlia del consigliere reale Axel Wachtmeister, da cui ebbe due figli: 
- Carl Reinhold von Fersen (Stoccolma, 7 aprile 1716 - Stoccolma, 7 maggio 1786)
- Fredrik Axel von Fersen (5 aprile 1719 - 24 aprile 1794)